# Jorge Álvares
Jorge Álvares (Freixo de Espada à Cinta, Regne de Portugal, ? - Xina, 8 de juliol de 1521) fou un explorador portuguès, el primer europeu a arribar a la Xina i Hong Kong per mar, el 1513.

## Biografia
El maig de 1513 Álvares va salpar des de Pegu amb un junc amb el capità de la Malaca portuguesa Rui de Brito Patalim. L'expedició anava la componien cinc juncs més i Álvares estava acompanyat per dos mariners portuguesos.
Álvares va establir el primer contacte en sòl asiàtic a Guangdong, al sud de la Xina, el maig de 1513. Després de desembarcar, va aixecar un padrão on havien desembarcat, a l'illa Lintin, al delta del riu Perla. Allà tenien l'esperança de poder comerciar. Poc després Afonso de Albuquerque, virrei de l'Índia, va enviar a Rafael Perestrello per establir relacions comercials amb els xinesos. En un vaixell que va salpar de Malacca, Rafael va desembarcar a la costa del sud de Guangdong aquell mateix any, sent el primer europeu a desembarcar a la costa continental xinasa.
Posteriorment Álvares es va unir en la construcció dels primers assentaments a Tuen Mun, Hong Kong, al voltant de 1513-1514. Aquesta visita va ser seguida per l'establiment d'una sèrie de centres comercials portuguesos a la zona, que es van consolidar amb la creació de Macau. El 1517 els colons portuguesos es van veure implicat en una batalla amb les tropes de l'exèrcit imperial xinès, sent possible que Álvarez participés en aquest combat.